# Gansenhoef
Gansenhoef is een rijksmonumentale buitenplaats langs de rivier de Utrechtse Vecht in het Nederlandse dorp Maarssen.
Het hoofdgebouw van de buitenplaats is rond 1655 gebouwd in sobere Hollands classicistische stijl naar ontwerp van de architect Philips Vingboons. Gaandeweg de geschiedenis is Gansenhoef verbouwd en uitgebreid. Het bijbehorende park/de tuin dateert deels uit omstreeks 1870. Verder behoren in monumentaal opzicht tot de buitenplaats een toegangshek, meerdere bruggen en een houten appelschuur. Eveneens monumentaal is de theekoepel langs de rivier die in 1997 werd overgeplaatst van de buitenplaats Vecht en Dijk naar Gansenhoef. Daarnaast staat in de omgeving een langhuisboerderij die Klein Gansenhoef heet.

## Bewoners
- Mevrouw Geertruy Huydecoper en de heer Jacob Lucas Rotgans (???? - 1654)
- De heer Rayond de Smeth (1654 - 1679)
- De heer Jacobus Scott (1679 - 1681)
- De heer Sybrant Abbema (1681 - 1701)
- De heer Johan Elias Huydecoper (1701 - 1744)
- De heer mr. Jan Huydecoper (1744 - 1752)
- Mevrouw Sophia Huydecoper (1752 - 1801)
- Mevrouw Johanna Constantia Isabella Boudean (1801 - 1803)
- De heer Jhr. Rudolph Gerard Huydecoper van Nigtevecht (1803 - 1849)
- De heer mr. Jhr. Edward Huydecoper van Nigtevecht (1851 - 1883)
- Erven van de heer mr. Jhr. Edward Huydecoper van Nigtevecht (1883 - 1904)
- De heer K. Tjebbes (1904 - 1947)
- Stichting Nationaal Geuzengesticht 'Wilhelmus van Nassauen' (1947 - 1984)
- De heer Bart W.S. Wartena (1984 - 1989)
- De heer drs. Leonardus G.M.R. Geeris en Mevrouw Marie Bernadette Vehmeijer (1989 - 2013)
- Anonieme bewoners (2013 - heden)